# Томас, Энди
Эндрю Сидни Уител Томас (англ. Andrew Sydney Withiel Thomas, род. 18 декабря 1951, Аделаида, Южная Австралия) — американский космический инженер и астронавт НАСА австралийского происхождения. Он стал гражданином США в декабре 1986 года, надеясь принять участие в программе пилотируемых полётов НАСА.

## Ранние годы
Со слов его отца, ещё в детстве Энди Томас был очарован космосом. Он начал сооружать модели ракет из картона и пластика.
Получил степень бакалавра в области машиностроения в 1973 году в университете Аделаиды, там же он получил в 1978 году докторскую степень.
После завершения обучения, Энди принял предложение компании Lockheed и в 1977 году начал работать исследователем в одном из её отделов, расположенном в городе Мариетта, областью исследований была разработка средств контроля аэродинамических потоков вокруг летательного аппарата и лобового сопротивления воздуха. Затем с 1989 года работал в Лаборатории реактивного движения в Пасадене, где занимался исследованиями в области микрогравитации.

## Космические полёты
В августе 1993 года, после обучения, Томас был назначен членом отряда астронавтов НАСА и получил квалификацию достаточную для назначения специалистом полёта в пилотируемые экспедиции шаттлов.
В июне 1995 года он был назначен специалистом по полезной нагрузке для полёта по программе STS-77 и в мае 1996 года Томас совершил свой первый космический полёт в составе экипажа шаттла «Индевор». Несмотря на то, что австралиец Пол Скалли-Пауэр участвовал в космическом полёте в 1985 году в качестве океанографа, Томас официально считается первым астронавтом Австралии, поднявшимся в космос.
Затем его ждало участие в программе «Мир-Шаттл». Томас прошёл обучение в центре подготовки космонавтов им. Ю. А. Гагарина в Звёздном городке, после этого он 130 суток пробыл в качестве второго бортинженера на борту орбитального комплекса «Мир» в 1998 году. Он был доставлен на станцию полётом по программе STS-89 и возвращён во время полёта STS-91. Третий космический полет, STS-102, увеличил его суммарное время, проведённое в космосе, до 177 дней с лишним. В ходе этого полёта Томас совершил выход в открытый космос продолжительностью 6 часов 21 минуту. В 2005 году он стал участником программы Дискавери STS-114, получившей название «Возвращение к полётам».

## Награды
- Орден Дружбы (Россия, 18 декабря 1998 года) — за большой вклад в развитие российско-американского сотрудничества в области исследования космического пространства[4]
- Медаль «За заслуги в освоении космоса» (Россия, 12 апреля 2011 года) — за большой вклад в развитие международного сотрудничества в области пилотируемой космонавтики[5]
- Орден «Достык» (Казахстан, 11 ноября 1998 года) — за большие заслуги в освоении космического пространства, успешное выполнение международных и казахстанской программ полёта на орбитальном комплексе «Мир», проявленные при этом мужество и отвагу[6]
- Офицер ордена Австралии (Австралия, 2000)[7]
- Медаль Столетия (Австралия, 2001)[8]